# Jordan Spieth
Jordan Alexander Spieth (/ˈspiːθ/; SPEETH; (sinh ngày 27 tháng 7 năm 1993) là một vận động viên golf chuyên nghiệp người Mỹ chơi tại PGA Tour và là cựu số 1 thế giới trên Official World Golf Ranking. Anh từng vô địch major ba lần và nhà vô địch FedEx Cup năm 2015. Vào tháng 4 năm 2016, tờ Time đưa Spieth vào danh sách "100 người có ảnh hưởng nhất" với bình luận rằng anh đã "thể hiện tất cả những gì tuyệt vời về thể thao".
Chức vô địch major đầu tiên của Spieth đến tại Masters Tournament 2015, khi anh kết thúc với 270 gậy (-18) và nhận 1,8 triệu USD. Anh cân bằng kỷ lục mà Tiger Woods lập tại Masters Tournament 1997 và trở thành tay golf trẻ thứ hai (sau Woods) vô địch Masters. Sau đó, anh tiếp tục giành chúc vô địch U.S. Open 2015 tại Hoa Kỳ với thành tích 5 gậy âm. Anh là nhà vô địch U.S. Open trẻ nhất tuổi nhất kể từ thời của Bobby Jones năm 1923. Anh tiếp tục chiến thắng tại Tour Championship năm 2015, qua đó giành được FedEx Cup 2015. Hai năm sau Spieth giành chức vô địch major thứ ba tại Open Championship 2017 với 12 gậy âm (cách người về nhì ba gậy).

## Tiểu sử
Spieth sinh năm 1993 ở Dallas, Texas, cha là Shawn Spieth và mẹ là Mary Christine (nhũ danh Julius) Spieth. Anh học Trường trung học Công giáo St. Monica và tốt nghiệp từ Trường dự bị Đại học Jesuit năm 2011.